# Eppegem
Eppegem is een dorp in de Belgische provincie Vlaams-Brabant en een deelgemeente van Zemst. Eppegem ligt aan de Zenne. Eppegem was een zelfstandige gemeente tot aan de gemeentelijke herindeling van 1977.

Dorpsplaats met kerk en historische gebouwen

## Toponymie
Het toponiem Eppegem is afgeleid van de Frankische naam Ippingohaim. Deze naam wordt voor het eerst vermeld in een diploma uitgegeven door keizer Otto I uit 966. Ippingohaim betekent woning of heem van Ippe. Het toponiem Eppenghem duikt op vanaf 1245. Sinds 1945 heet het dorp officieel Eppegem.
In het dialect wordt vaak naar het dorp verwezen als Eppegoem.

## Geschiedenis

### Pre-middeleeuwen
In 2010-11 werden er opgravingen gedaan tussen de Kreupelstraat en de Brusselsesteenweg. Er werden kringgreppels van vroegere grafheuvels aangetroffen en ook enkele potten uit de late bronstijd à ijzertijd (1000 v.C. - 500 v.C.).
In de Romeinse periode (enkele eeuwen na Christus) liep, waar nu Eppegem is, de Romeinse heirbaan Asse-Elewijt. Op de voornoemde site (Kreupelstraat) werden ook uit deze periode sporen gevonden. Dit waren er van greppeltjes en van brandrestengraven, met daarin ook enkele potten en een munt. Deze sporen zijn Gallo-Romeins uit de 1e-2e eeuw. Verder waren er ook sporen van een mogelijk gebouw. Van een dorp was toen weliswaar nog geen sprake, maar dus wel van een zekere menselijke aanwezigheid.

### Middeleeuwen
De belangrijkste machthebbers tijdens de middeleeuwen waren hier de Berthouts en hun opvolgers, de familie Van Der Aa. Dit kan verklaard worden door de nabijheid van Grimbergen, waar deze familie hun oorsprong kenden en hun kasteel had. Eppegem telde acht grote hoven, die ieder aparte heerlijkheden vormden. Dit waren Indeveld (of Kattenhuis), Impel, Cobbenbosch (of Moortere), Nedergem, Waanrode, Rollekoten en Vijlst. Het deel van het dorp dat grensde aan Grimbergen was een uitgestrekt bos van meer dan 250 bunder, het Assebroek genaamd.

### 16e en 17e eeuw
In de periode 1559-1616 behoorde de parochie Eppegem, net als de parochies Zemst en Weerde toe aan de bisschop van Kamerijk. Alle gewone mensen moesten toen tienden betalen, die verdeeld werden over verschillende instanties.
In 1574 werd er onderwijs gegeven door een niet nader genoemde "religieus". Daarna was er helemaal geen onderwijs meer tot in 1605. In 1598 zaten de parochianen van Eppegem zonder priester, een situatie waar de inwoners erg ontevreden over waren. Zelfs de Heilige Eucharistie kon er niet meer met de nodige eerbied bewaard worden. In 1600 uitten de Eppegemnaren klachten over de pastoor van Zemst (die als vervanger dienstdeed) en in de jaren daarvoor ook al tegen hun eigen koster. In 1601 was er zelfs geen doopwater meer in de kerk, en moesten de kinderen in Zemst gedoopt worden of werd een bekertje meegenomen. In 1602 was de kerk nog steeds grotendeels verwoest maar geld voor heropbouw was er niet, tevens werden ook de registers van doop, huwelijk en overlijden zeer slecht bijgehouden. Pas in 1606 hadden ze weer een pastoor, rond dit jaar werd de kerk ook hersteld en kon er heel wat gevierd worden.

### 18e en 19e eeuw
Op de Ferrariskaarten (1777) is Eppegem te zien als Eppeghem. De dorpskern telde zo'n 50 huizen en nog eens 50 huizen in de nabijheid van de dorpskern, vergeleken met meer dan 1.000 huizen vandaag. Een twintigtal jaar later, in het begin van de Franse tijd, telde het dorp 700 à 800 inwoners.
Tot het einde van het ancien régime viel Eppegem juridisch onder de meierij van Grimbergen, in het kwartier van Brussel van het hertogdom Brabant. Nadat de Franse Republiek in 1794 de Oostenrijkse Nederlanden geannexeerd had, werd Elewijt als gemeente ingedeeld bij het kanton Zemst van het Dijledepartement.
In 1830 beschreef een Hollands soldaat, die de dag tevoren in Walem overnacht had, Eppegem als een zeer armoedig, vies en onverzorgd dorp.

### 20e eeuw
Eppegem werd zwaar geteisterd tijdens de Eerste Wereldoorlog. Er werden 176 huizen platgebrand en ook de kerk en het toenmalige gemeentehuis liepen schade op. Daarenboven vielen er 8 burgerdoden.

## Bezienswaardigheden
- De Sint-Clemenskerk, gerestaureerd door architect Jules Bilmeyer en na een verwoesting door brand heropgebouwd olv architect Edouard Bilmeyer.
- De pastorie en de omliggende tuin zijn beschermd als monument en landschap. De kern van het gebouw gaat terug tot de 17e eeuw.
- De hoeve Piekaerts.
- Het Impelkasteel of De Motte, bewoond door de familie Schmitz.
- Het Kasteel Wolfslinde
- Het Kasteel Eetveld
- Belgische militaire begraafplaats van Eppegem.
- De Schranshoeve, ook wel De Schrans genoemd. Een omgrachte hoeve in neotraditionele stijl. Later kwam hier horeca in.

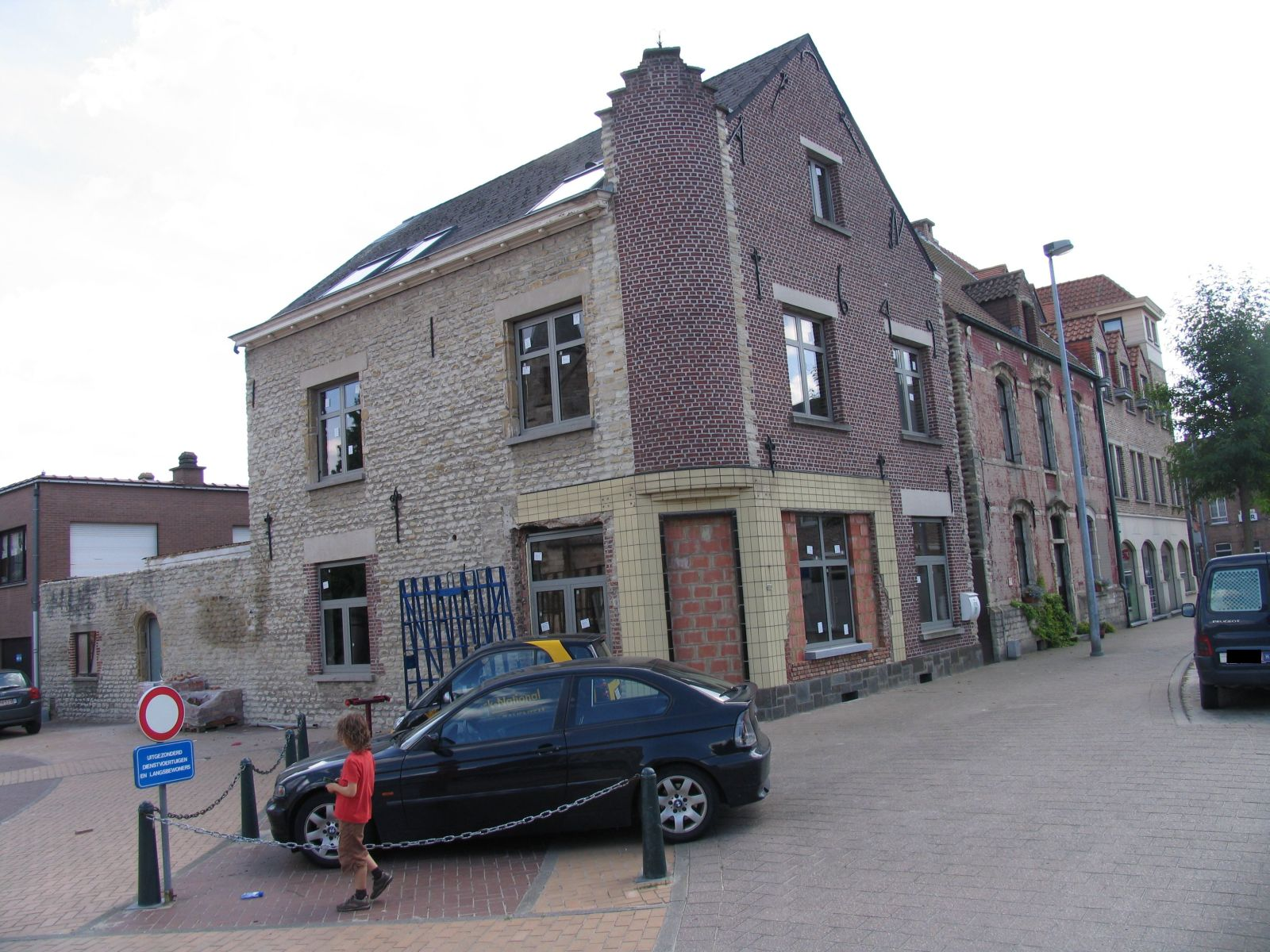
Restauratie historische gebouwen
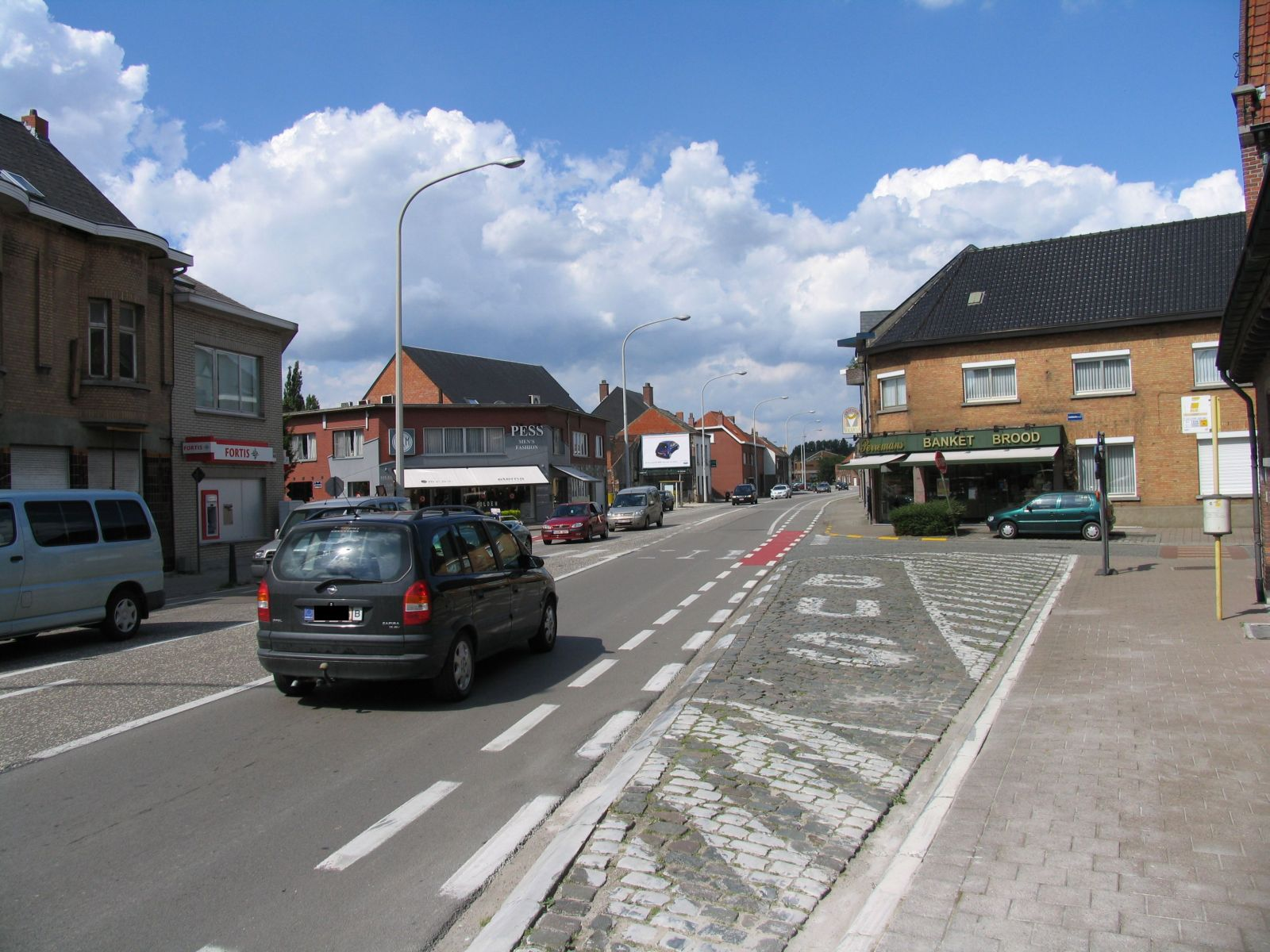
Gewestweg N1 in het centrum, kijkrichting Mechelen
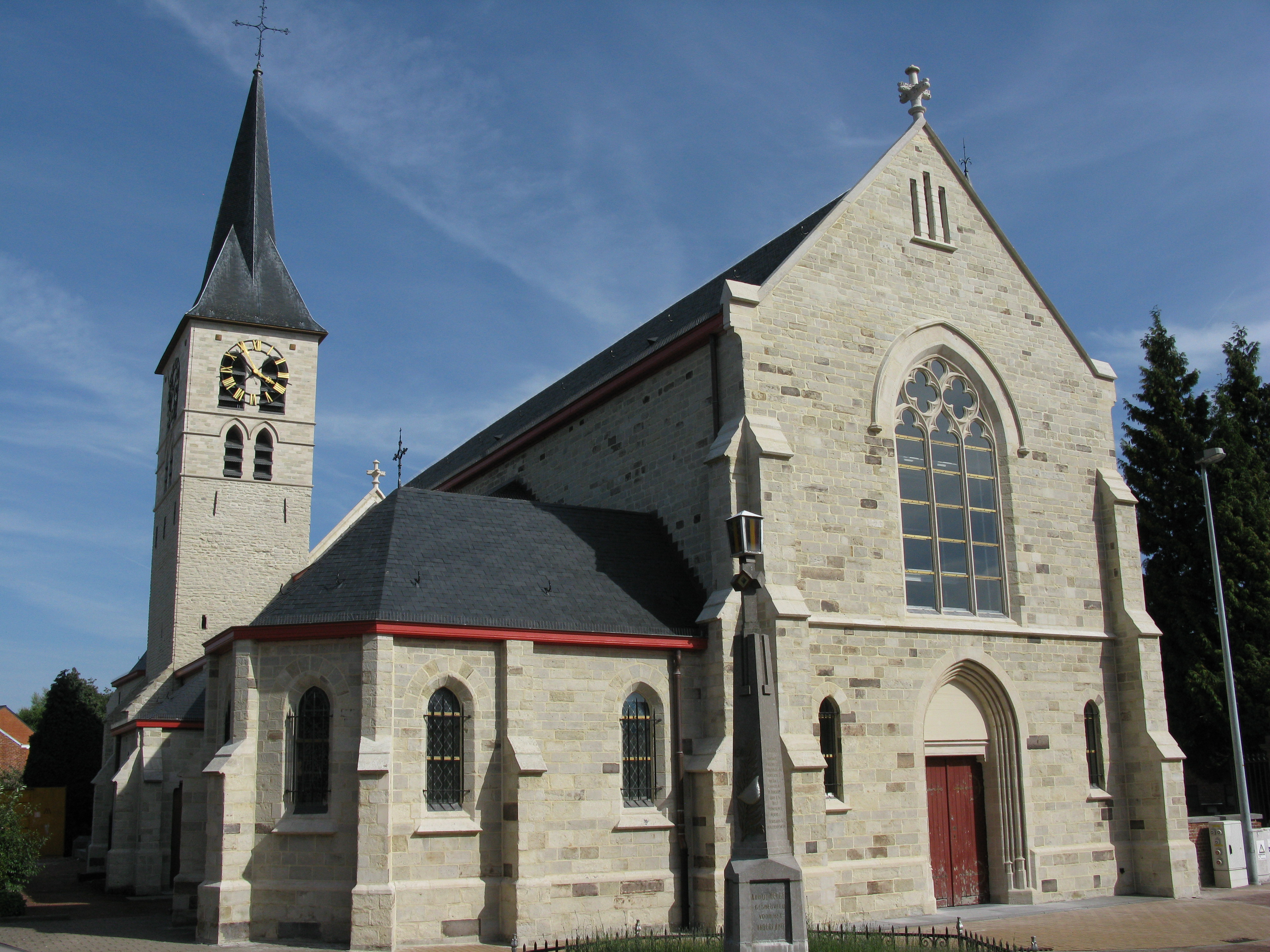
Sint-Clemenskerk
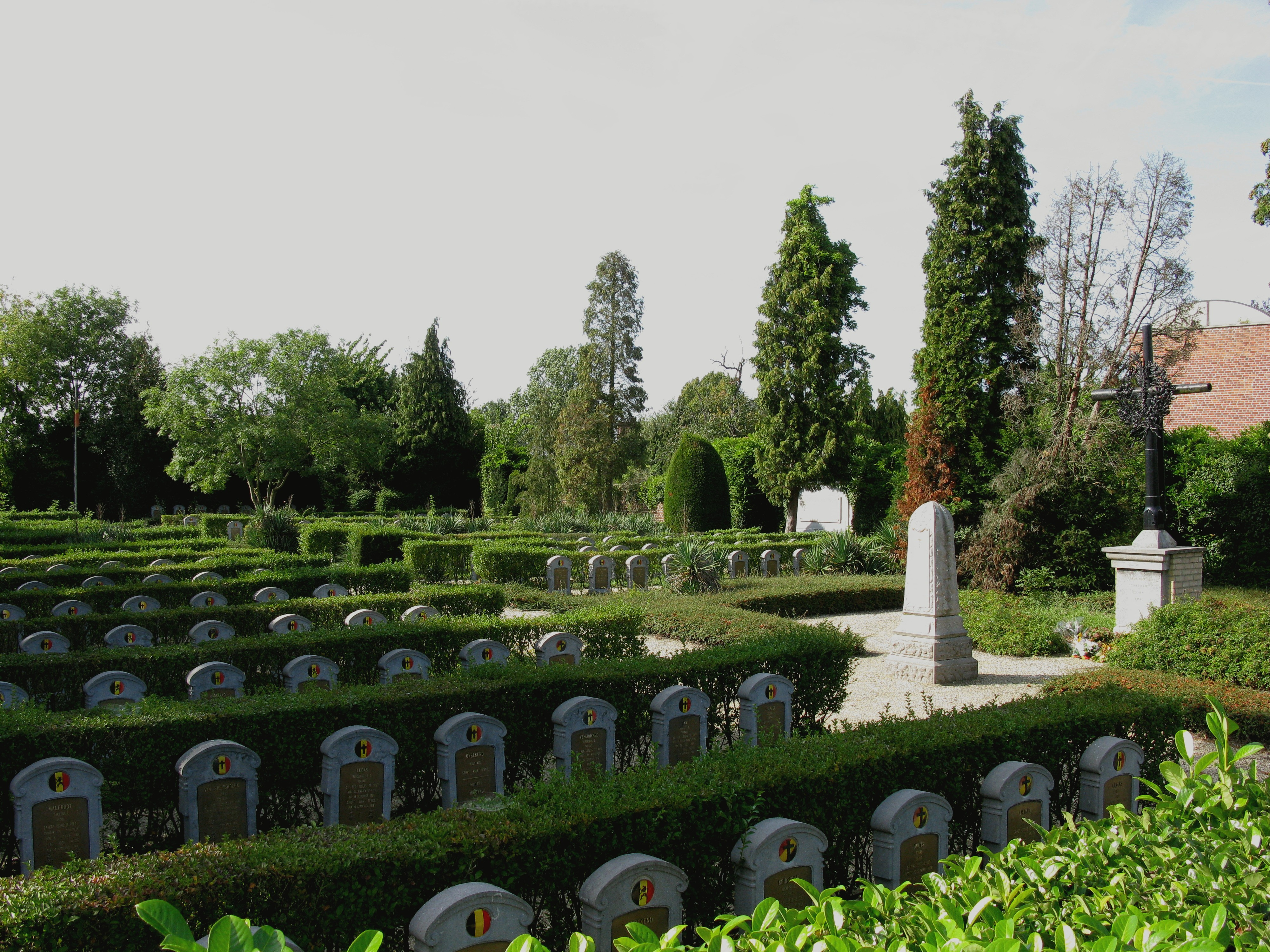
Begraafplaats van mensen die gestorven zijn tijdens WO I

## Natuur en landschap
Eppegem ligt aan de Zenne en de Afleiding van de Zenne. De bodem is zandlemig en de hoogte bedraagt ongeveer 10 meter. Belangrijke natuurgebieden zijn:
- Het natuurgebied Dorent-Nelebroek
- Het natuurgebied de Bomputten

## Demografische ontwikkeling
- Bronnen:NIS, Opm:1831 tot en met 1970=volkstellingen; 1976 = inwoneraantal op 31 december

## Politiek
Eppegem was een zelfstandige gemeente tot de fusie van 1977.
Burgemeesters waren onder meer:
- Ridder Louis Powis de Tenbossche (1826-1899), burgemeester bijna een halve eeuw tot aan zijn dood.
- Baron Albert de Roye de Wichen (1858-1930), burgemeester vanaf 1902

## Mobiliteit
In Eppegem ligt het station Eppegem, een spoorweghalte aan de lijnen 25 en 27.

## Onderwijs
Gemeentelijke basisschool, de Waterleest: deze school biedt zowel kleuteronderwijs als lager onderwijs aan.

## Sport
KFC Eppegem speelt sinds seizoen 2016-2017 in de 3e Amateur D reeks.

## Nabijgelegen kernen
Zemst, Zemst-Bos, Verbrande Brug, Houtem, Elewijt
Deelgemeenten: Elewijt · Eppegem · Hofstade · Weerde · Zemst

Overige dorpen en gehuchten: De Brug · Kleempoel · Werfheide · Wormelaar · Zemst-Bos · Zemst-Laar · Zwartland

Belgische gemeenten · Arrondissement Halle-Vilvoorde · Vlaams-Brabant · Vlaanderen